# 「火柴盒」小學

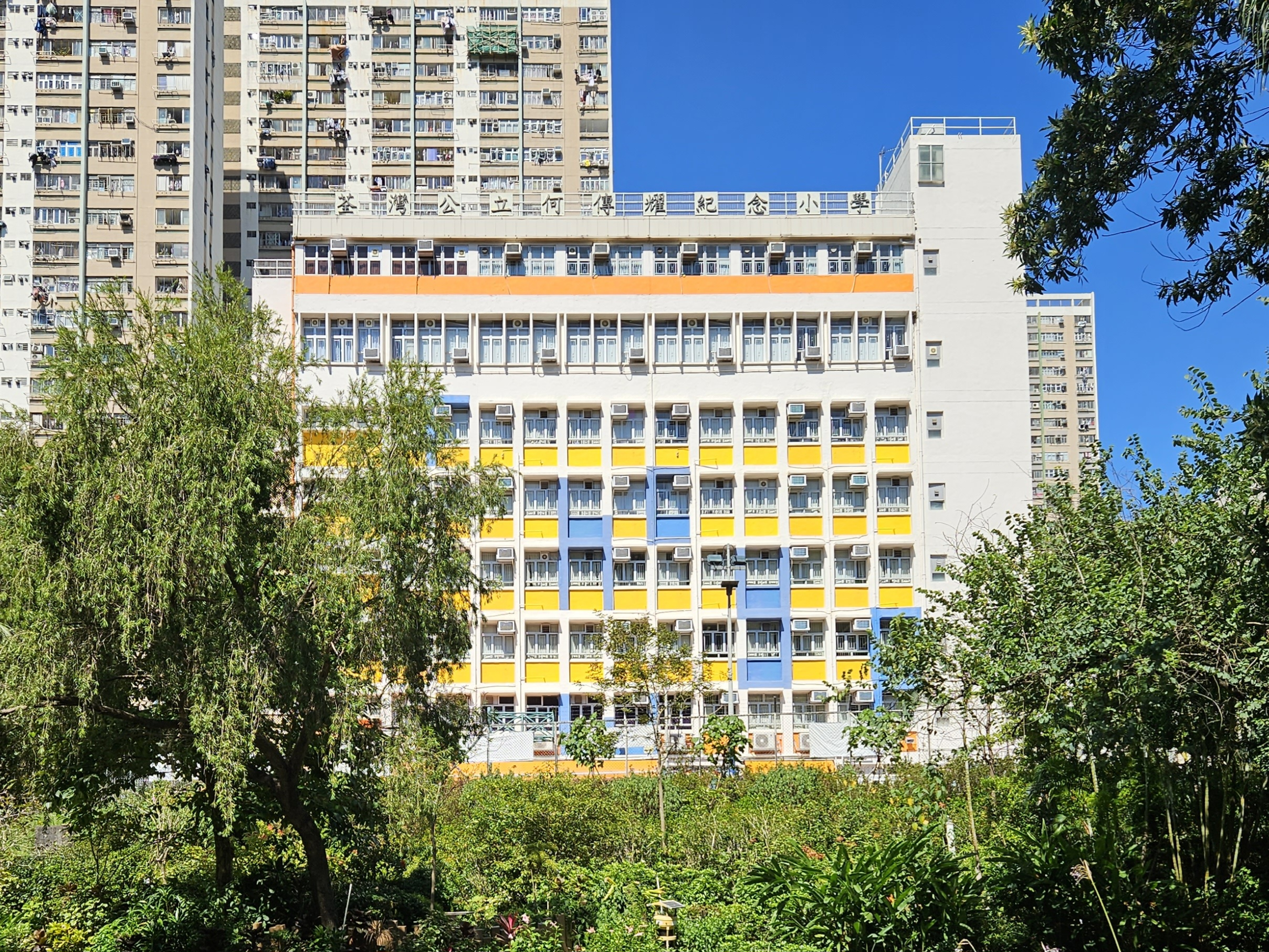
最後一座落成「火柴盒」小學-位於荃灣石圍角邨的荃灣公立何傳耀紀念小學

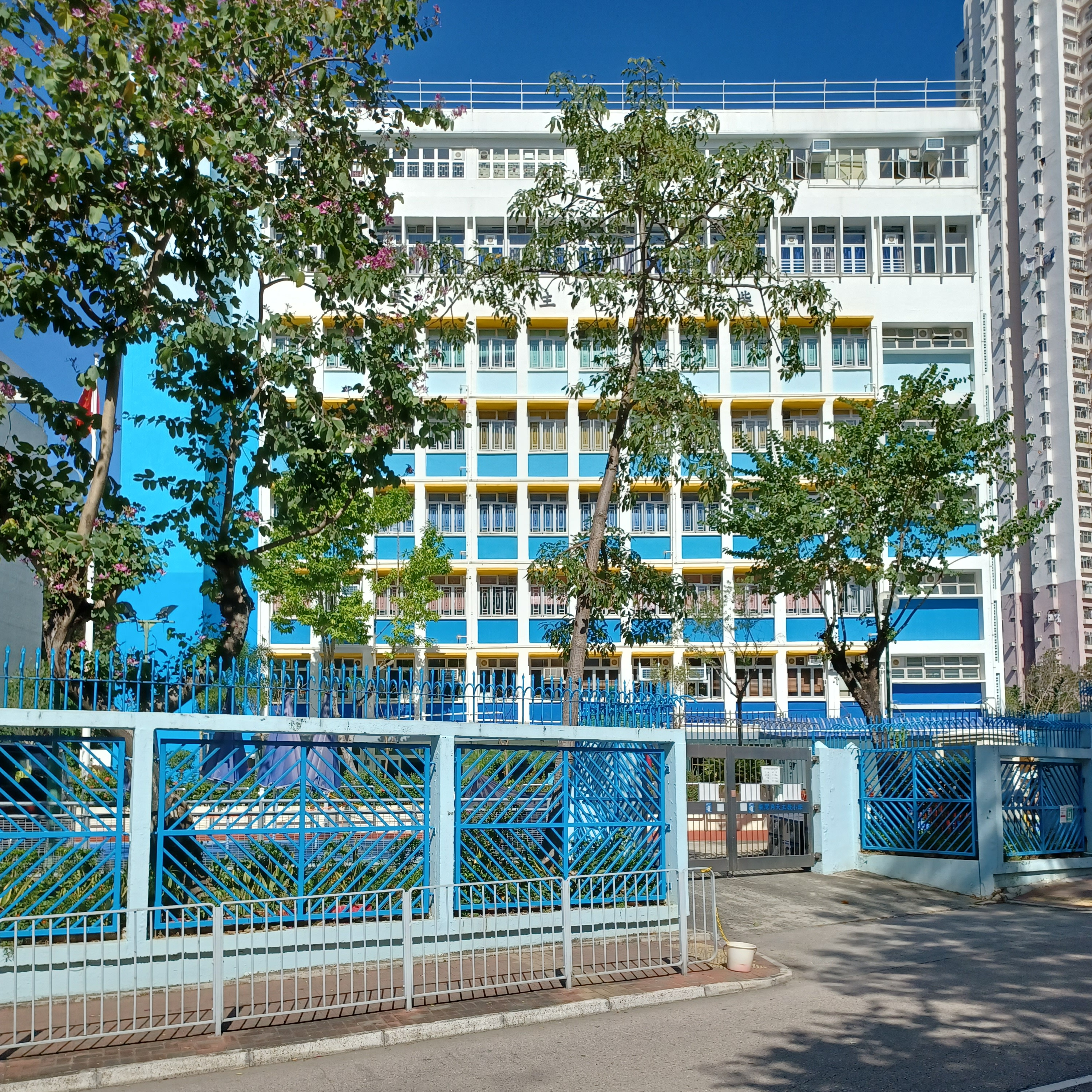
全港唯一一座並非建於公營房屋的「火柴盒」小學-位於荃灣的柴灣角天主教小學

「火柴盒」小學，是香港最早期標準型獨立校舍的統稱，除其中一座以外均附設於公共屋邨或居屋屋苑，於1965年至1980年間落成，並逐步取代了天台小學在香港教育史上的角色。與此同時，「火柴盒」小學亦奠定了香港學校建築的基礎，1974年更引入24個課室及特別室的開放式走廊標準設計校舍，以符合政府規定的採光及通風標準。

## 歷史

### 出現

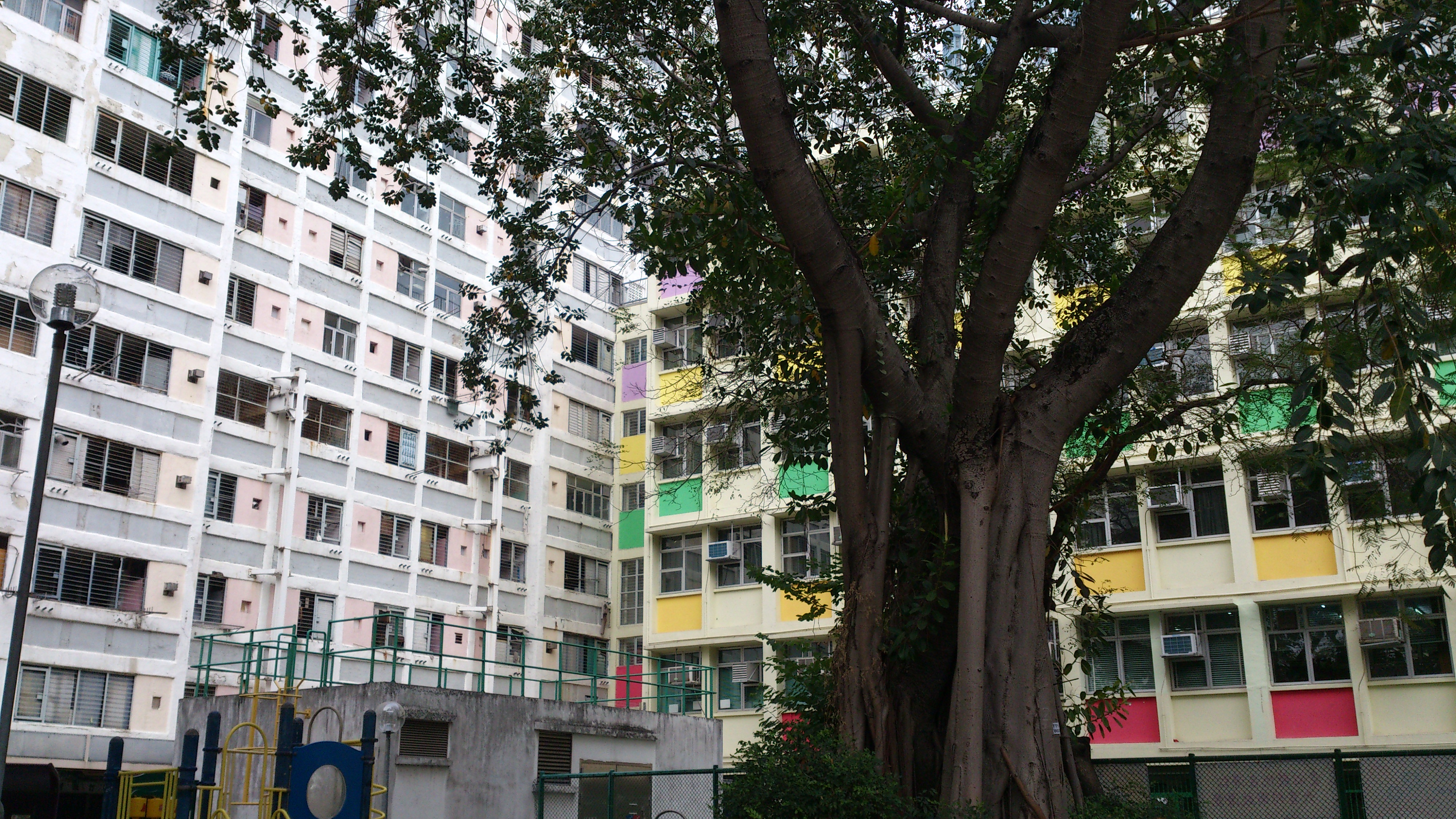
東頭邨二十二座與獻主會溥仁小學曾經完全相連，其中二十二座已於2014年拆卸（2013年2月）

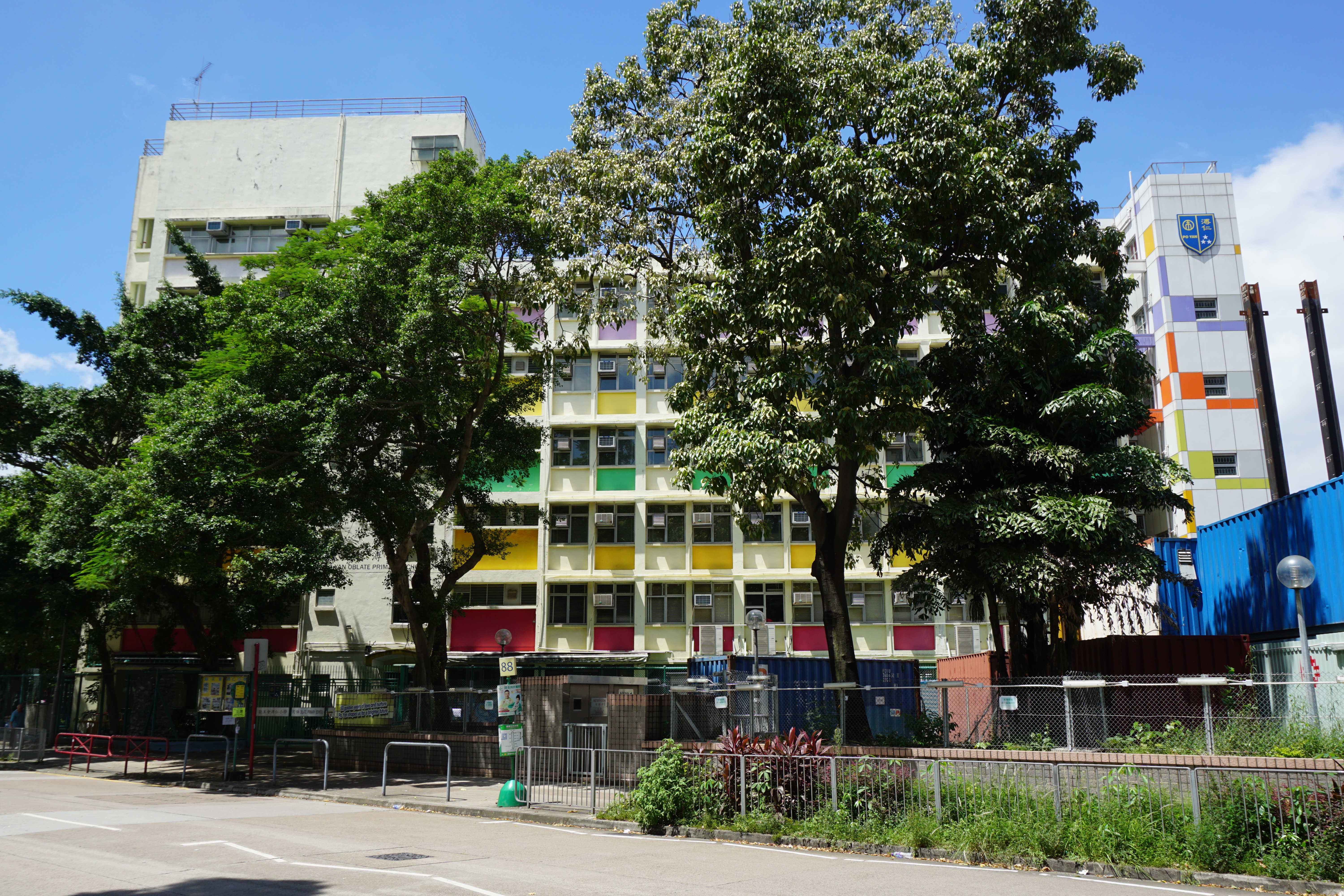
全港首座「火柴盒」小學-獻主會溥仁小學（相連徙廈已拆）

由於天台小學設備簡陋，無法服務日漸增長的人口，加上受制於徙置大廈的設計而無法擴充。因此，徙置事務處於1960年代中興建第四型徙置大廈時，同時設計了一款附建於上述大廈的「平民子弟學校」（正式名稱為「附屬校舍」，但此名稱不適用於獨立式設計的類似校舍）。由於校舍外型與火柴盒相似，因此又通稱為「火柴盒」小學。按照政府的說法，與慈雲山邨15-16座（後劃入慈樂邨）相連的兩座同類校舍（五邑鄧樹椿學校及聖文德小學），是全港首批「火柴盒」小學，於1965年8月竣工。但是，全港第一座同類校舍，是與東頭邨第22座相連的溥仁學校，較上述兩座校舍早4個月竣工。

### 演進
隨著房屋設計的演進，「火柴盒」小學的設計亦經歷了三次重大改變。

#### 完全獨立於徙置大廈

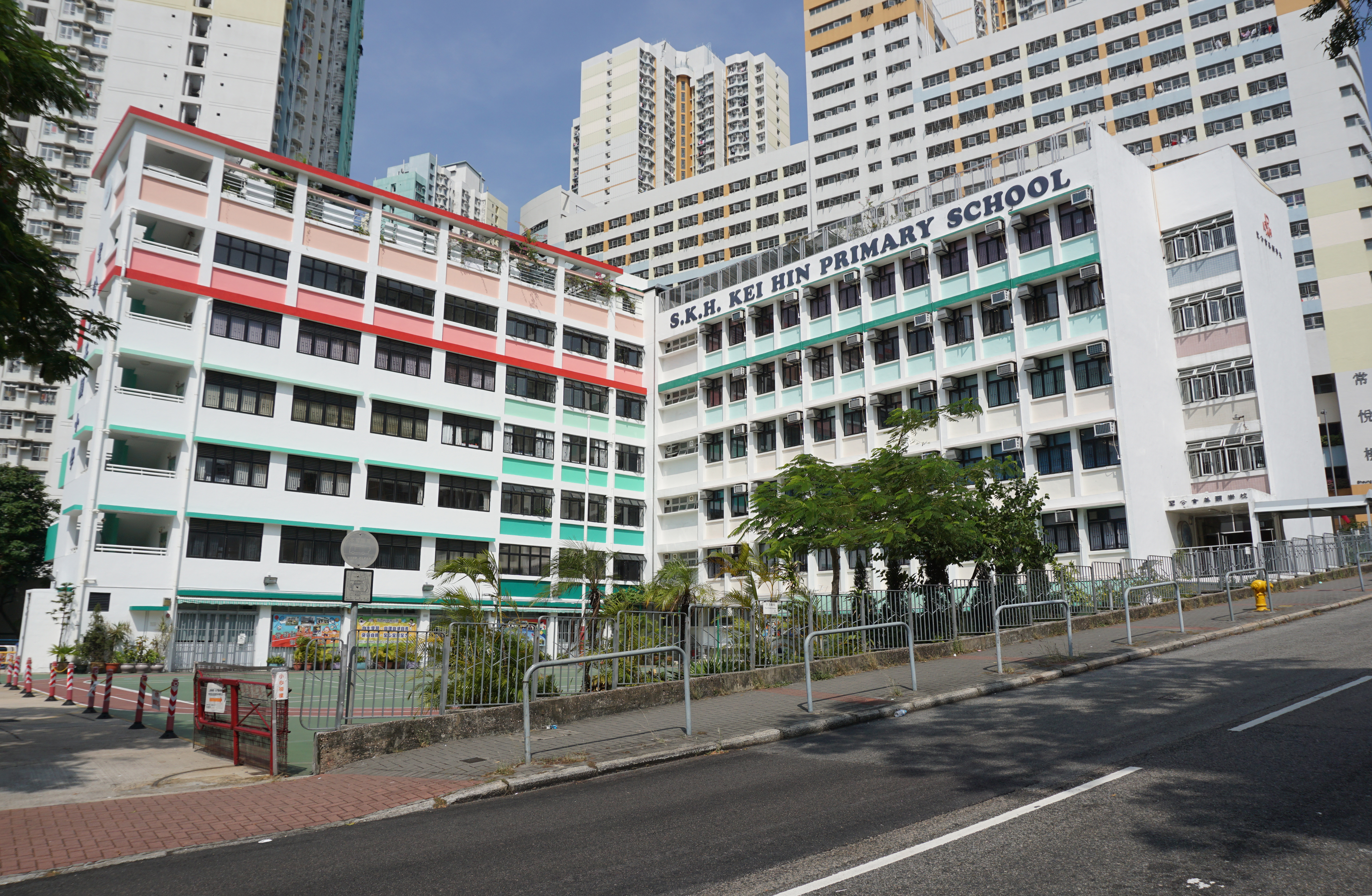
不設6樓的獨立式「火柴盒」小學之一-聖公會基顯小學

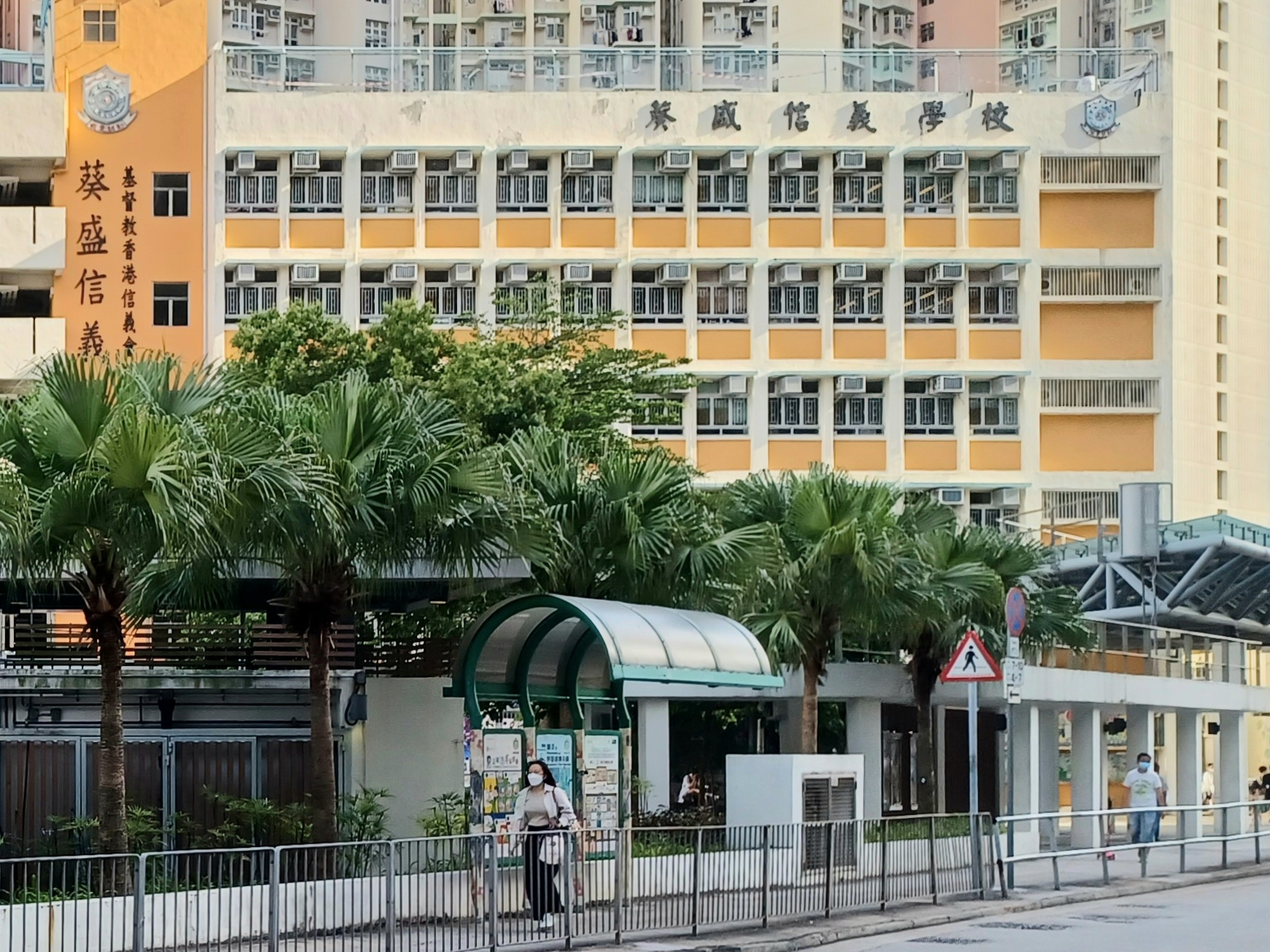
不設6樓的獨立式「火柴盒」小學之一-基督教香港信義會葵盛信義學校

獨立的「火柴盒」小學伴隨第五型徙置大廈，以及新型政府廉租屋的面世而出現。由於該等校舍不再與住宅大廈相連，因此師生不用與居民共用相連的梯間，方便管理。首批獨立的「火柴盒」小學分別位於秀茂坪邨，於1967年竣工。隨著1968年最後一幢附建於第四型徙廈的同類學校-救世軍光慈學校建成，往後建成的「火柴盒」小學均為完全獨立的校舍。

#### 過渡型設計

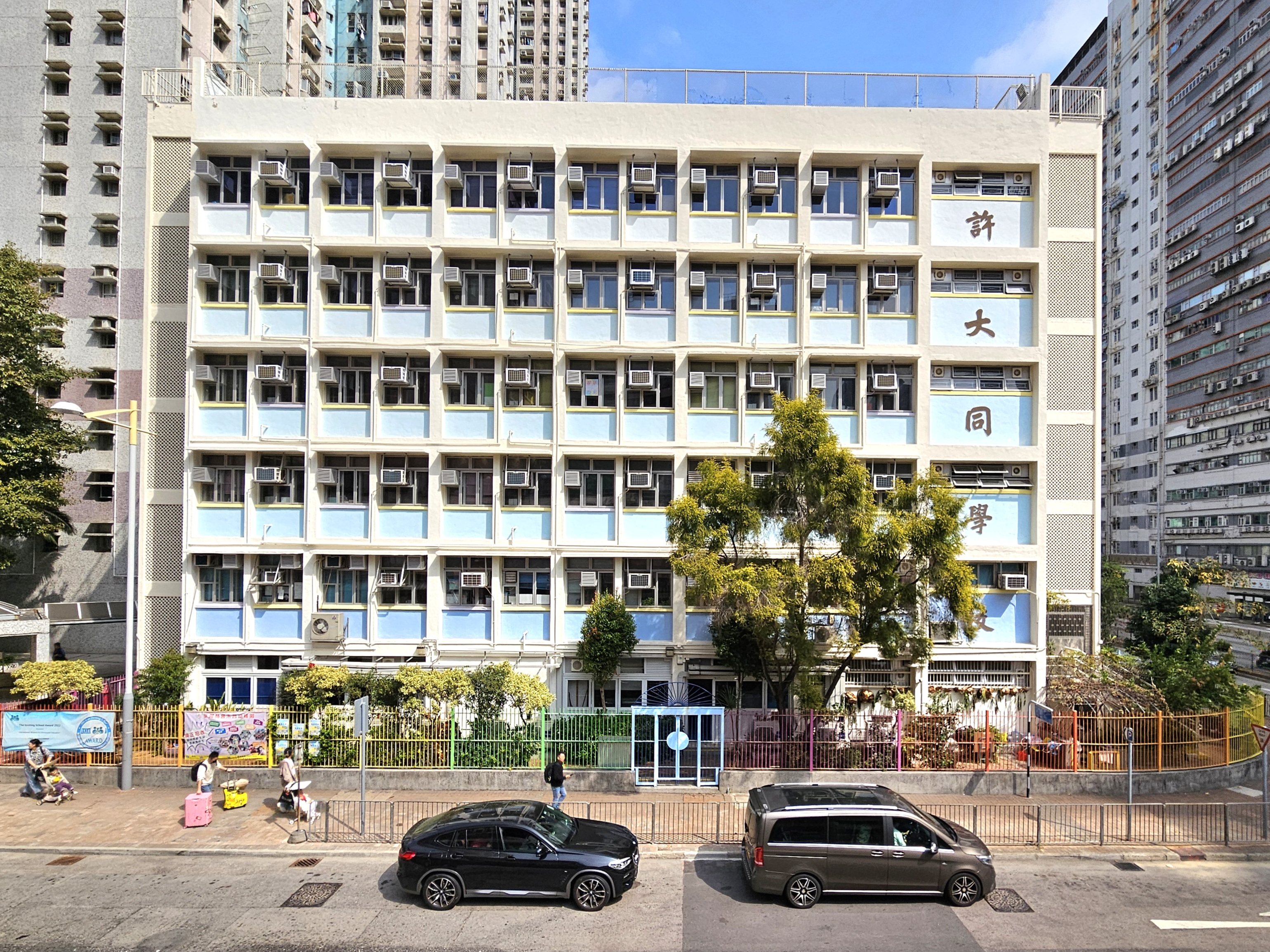
首幢過渡型「火柴盒」小學-中華傳道會許大同學校

於1971-74年落成的小部分「火柴盒」小學，雖然設計大致與早期的同類校舍相同，但天台在興建時已加設鋼簷篷，成為有蓋操場，亦有極少數直接興建6樓禮堂，可視為早期及後期「火柴盒」小學間的過渡設計。首幢過渡型校舍為葵興邨的中華傳道會許大同學校，1971年落成；最後一座為藍田（三）邨的香港八和會館小學，於1974年竣工。

#### 加設6樓

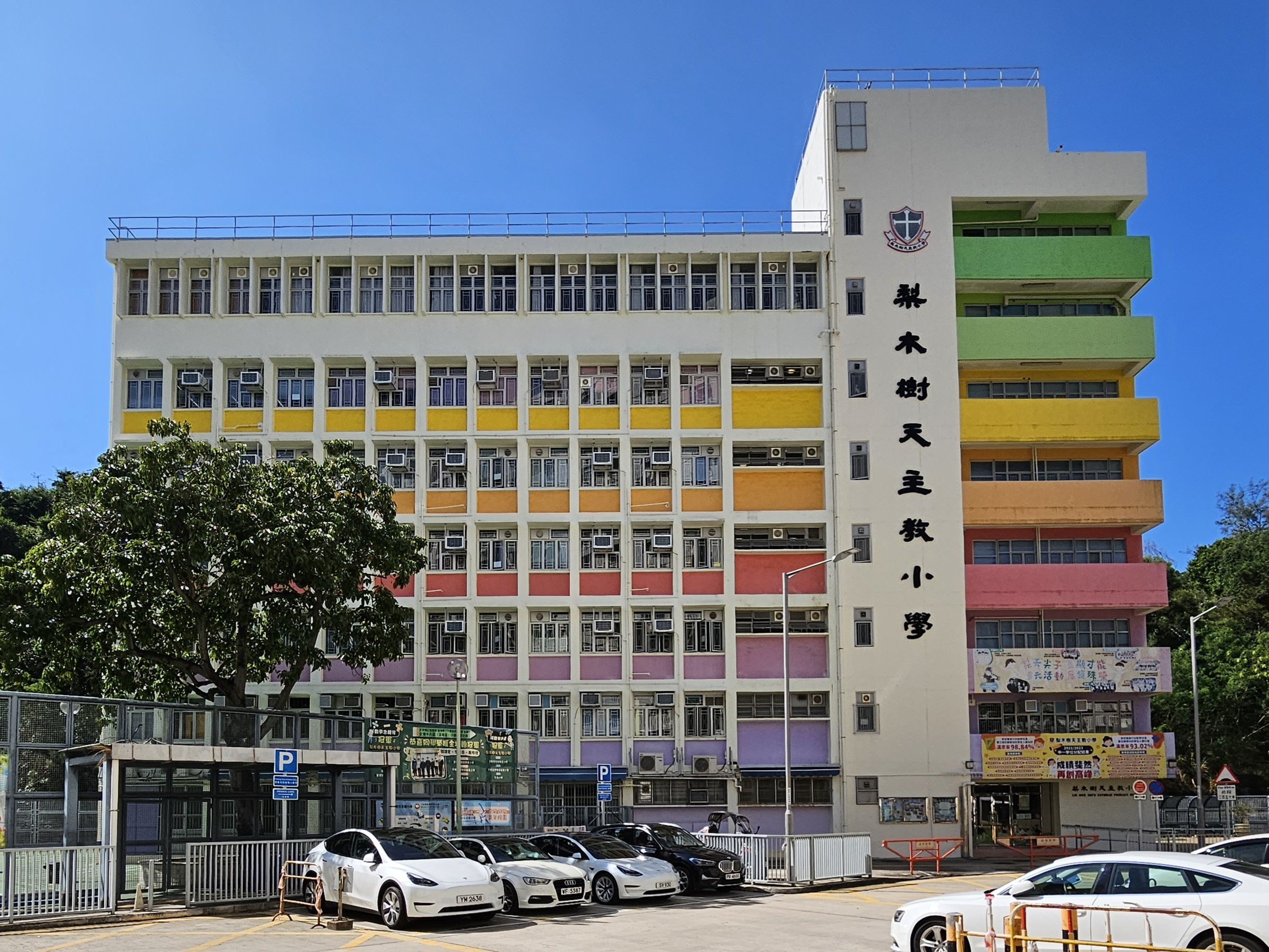
首批興建時為6層的「火柴盒」小學之一-梨木樹天主教小學

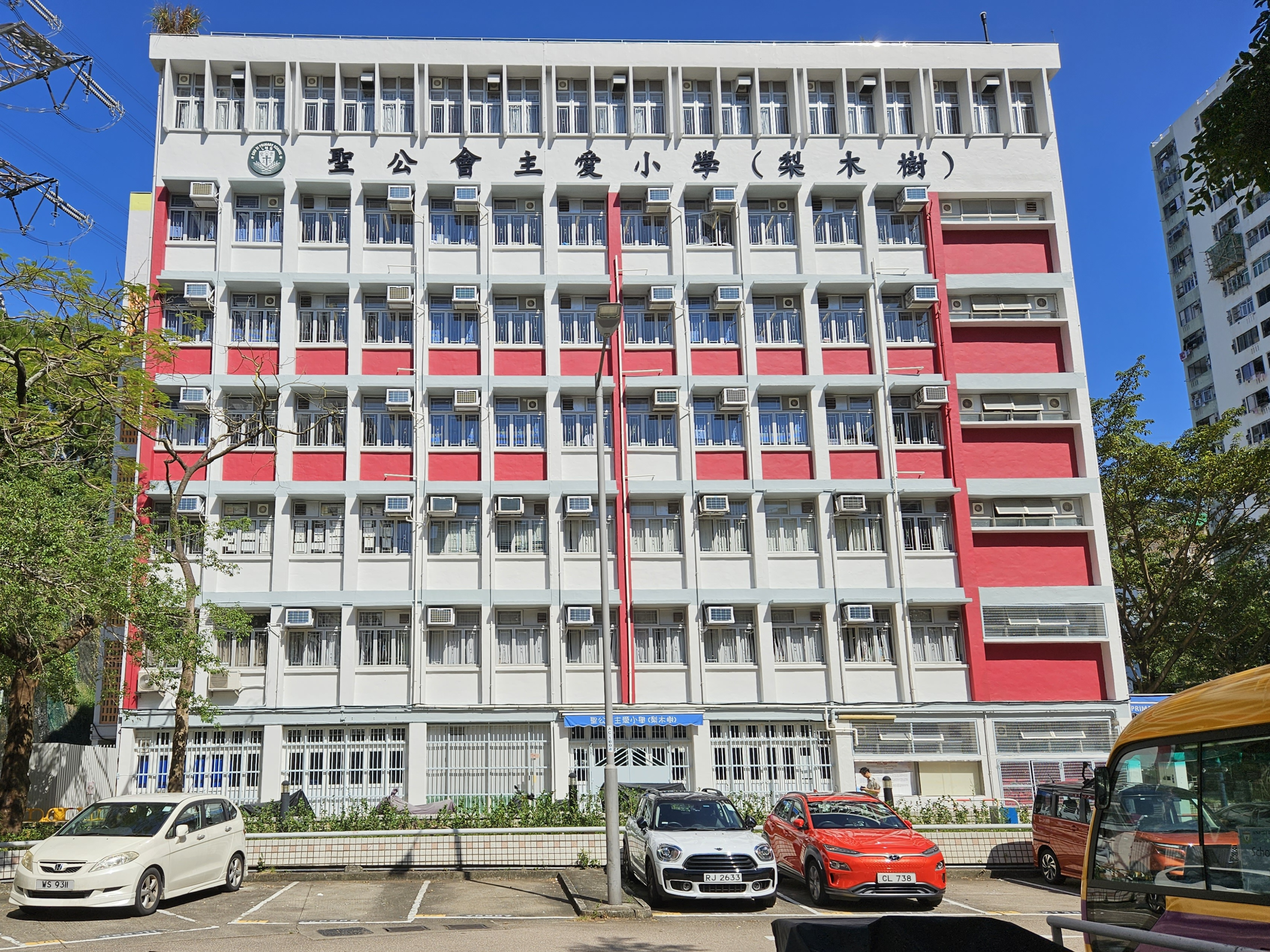
首批興建時為6層的「火柴盒」小學之一-聖公會主愛小學（梨木樹）

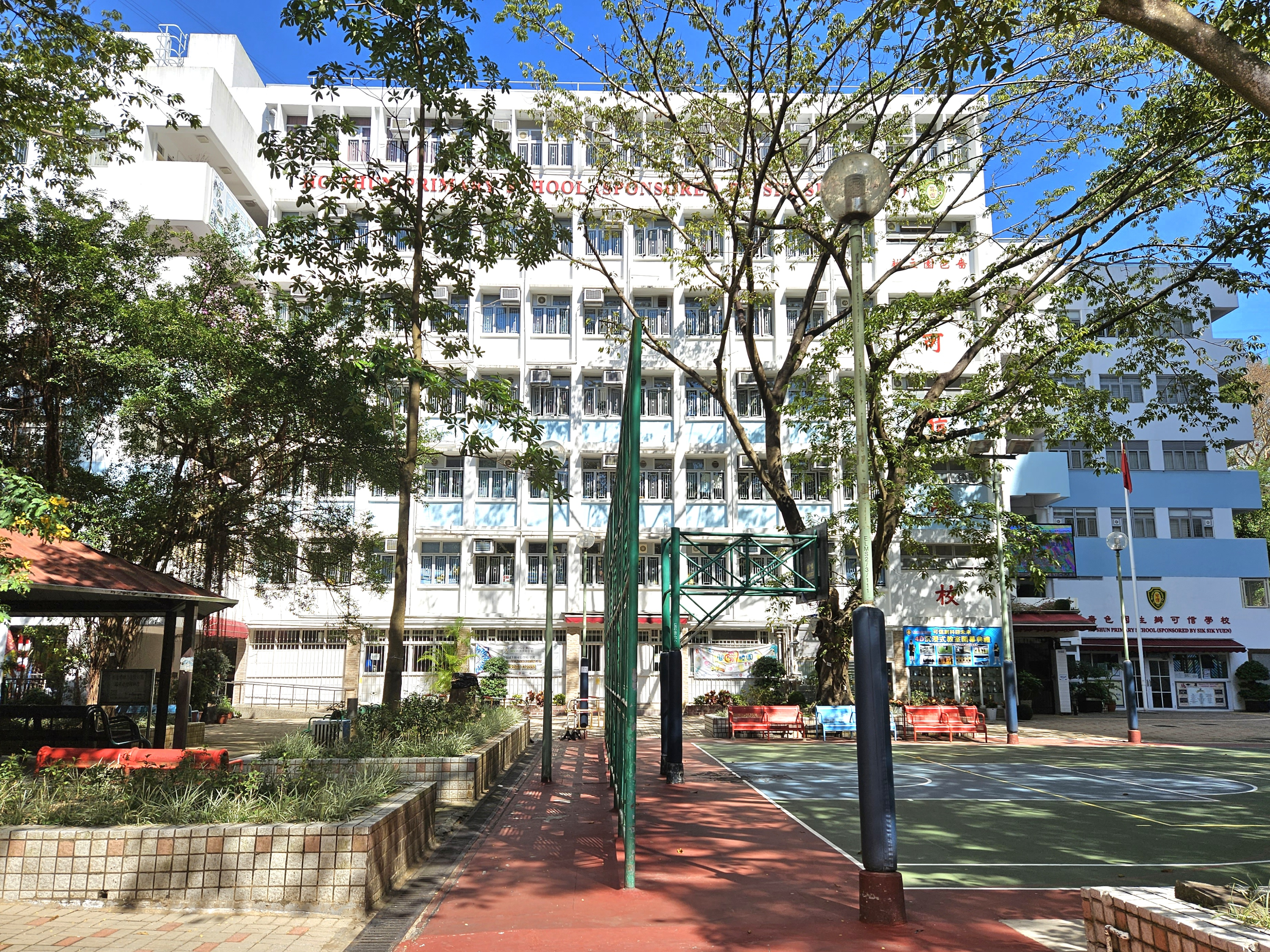
首批興建時為6層的「火柴盒」小學之一-嗇色園主辦可信學校舊翼

隨著第七型徙置大廈設計面世，以及香港其中三大建屋機構／部門（香港屋宇建設委員會、徙置事務處及市政總署轄下之屋宇建設科）於1973年合併為房委會，當局隨即修改編訂「火柴盒」小學的圖則（主要是加設6樓禮堂，並將窗戶設計由2個為一組，改為每個窗戶均為獨立式設計），以容納更多學生及提升設施標準。首批三座建成時已設6樓的同類型校舍位於梨木樹邨第二期，於1973年中已經動工，至1975年落成。

### 被新型校舍取代
隨著學校設施標準不斷提高，政府在1979年開始興建一款新型小學校舍（名為「標準小學校舍」），而其設計及間隔遠較「火柴盒」小學為佳，設有24個課室及3個特別室，並採用開放式走廊設計。因此，「火柴盒」小學設計亦正式被淘汰。最後一座興建的同類校舍，是位於荃灣石圍角邨的荃灣公立何傳耀紀念小學，1980年9月才落成。

### 大規模拆卸

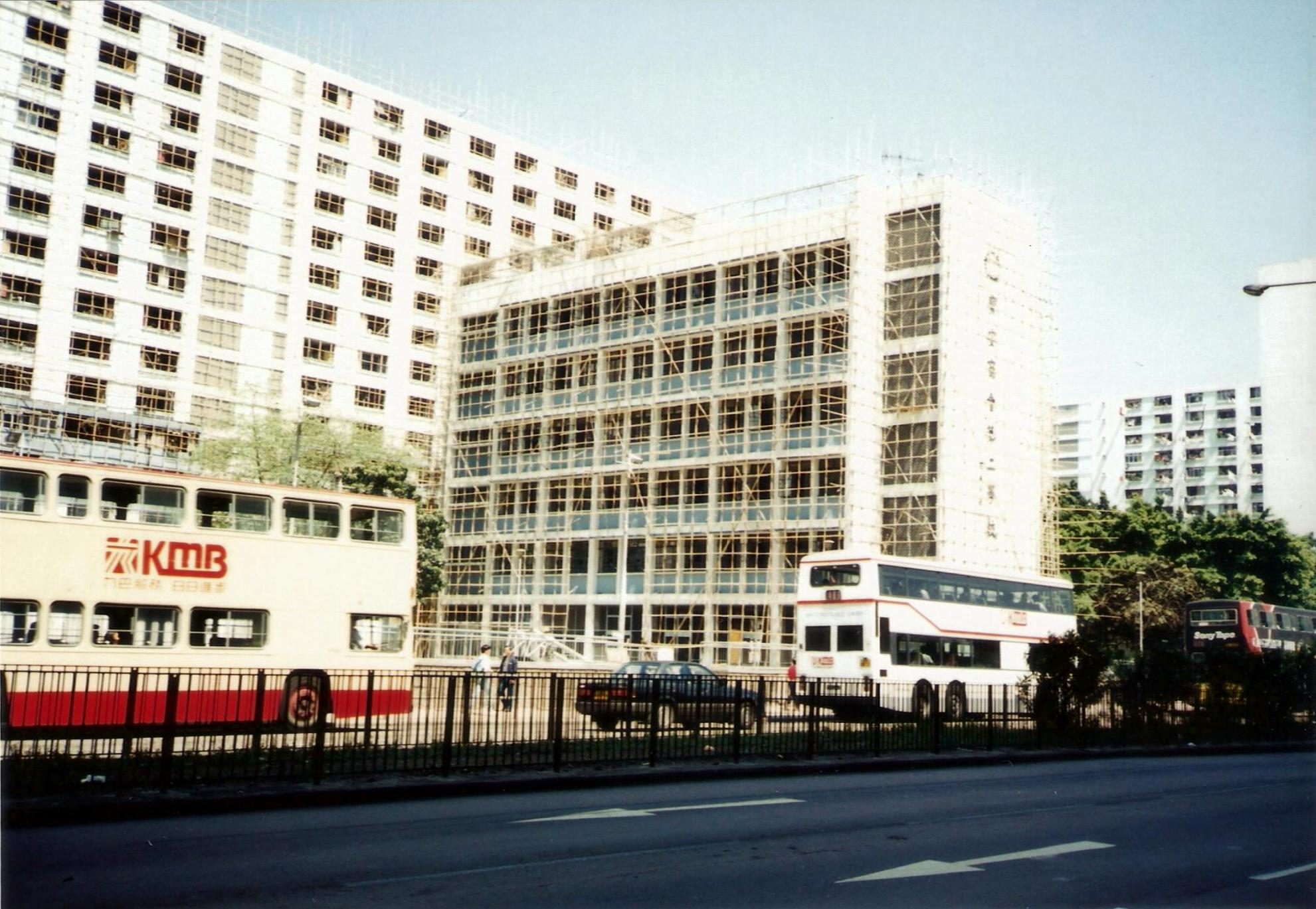
於整體重建計劃中被拆卸的「火柴盒」小學

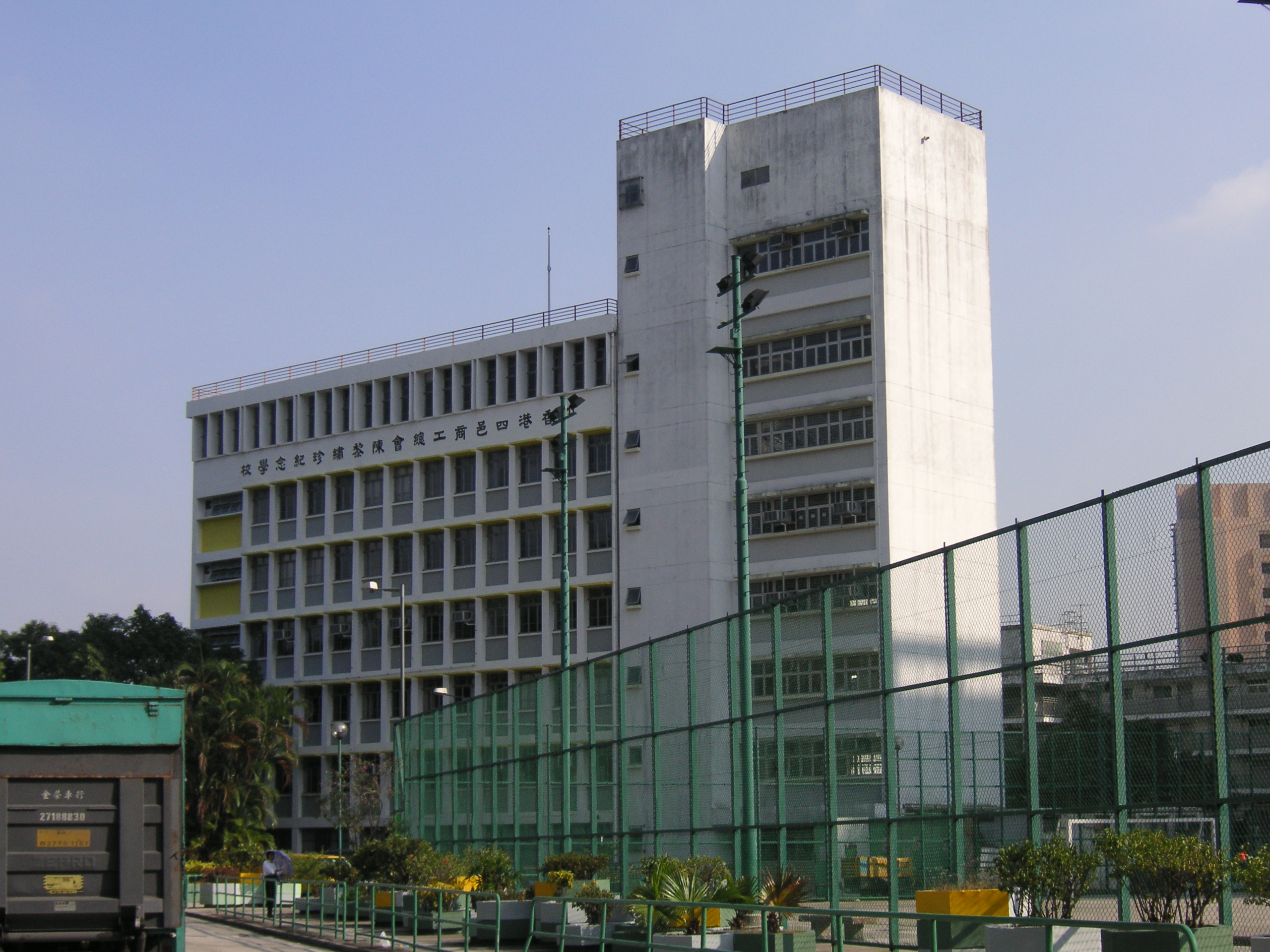
青俊苑前身為香港四邑商工總會陳黎繡珍紀念學校校舍（2005年11月）

由於有不少的舊式公屋大廈，在1985年尾被揭發偷工減料（尤其以第四及六型徙廈最為嚴重），因此需要逐步拆卸，而相連或鄰近的「火柴盒」小學亦不能倖免。因此，自1987年政府推出「擴展重建計劃」及「整體重建計劃」以來，有不少位於徙置區或政府廉租屋邨的同類校舍，於1989至2010年間被陸續拆卸重建。
此外，在部份1970年代中尾興建的公屋屋邨，由於原先佔用同類型校舍的學校遭到「殺校」，但騰空校舍無人問津，不符合成本效益。因此，該等校舍自2010年代起，亦開始拆卸重建為公營房屋，當中青俊苑為首例。

### 現況
根據審計署報告，直至2023年，全港仍有23間「火柴盒」小學校舍仍然使用中。由於空間不足，加上樓齡相對較舊，導致有關學校的教學活動受到掣肘，而且要經常進行各種維修。但是，政府目前仍未就此等學校，訂立專屬的資助或遷校計劃；即使近年分配的校舍以重置小學為主，但有關學校仍要按現有程序互相競逐。
至於已騰空、但未拆卸的「火柴盒」小學，絕大多數皆劃作公營房屋用途。因應政府取締「劏房」政策，部分同類校舍於拆卸前，暫時用作過渡性房屋或簡約公屋。

## 校舍建設標準
所有「火柴盒」小學，均設有24間課室，平均分布於2-5樓的走廊兩側，而1樓主要用作圖書館、校長室及教員室之用，另地下全層為有蓋操場。
早期附建於徙置大廈的同類型校舍，其後梯梯間均與住宅大廈的走廊中部或尾端相連（而連接方式可以是呈0度或90度；當中位於元朗邨的元朗商會第二學校較為特別，同時連接了兩座徙廈），方便居住於相連大廈的學童上下課。1968年後，所有同類校舍均獨立於徙置大廈。值得一提的是，位於秀茂坪下邨的中華基督教會基秀小學，在清拆前是全港唯一一座與第三型徙置大廈相連的同類校舍，而其他早期「火柴盒」小學均與第四或五型徙置大廈連接。
而在1975年及以後落成的同類校舍，均增設了6樓禮堂，其樓面面積亦劃一為約2,460平方米（未經擴建）。